# Zenderen
Zenderen est un village néerlandais situé dans la commune de Borne, en province d'Overijssel. Au 1er janvier 2020, il compte 1 345 habitants.

## Galerie

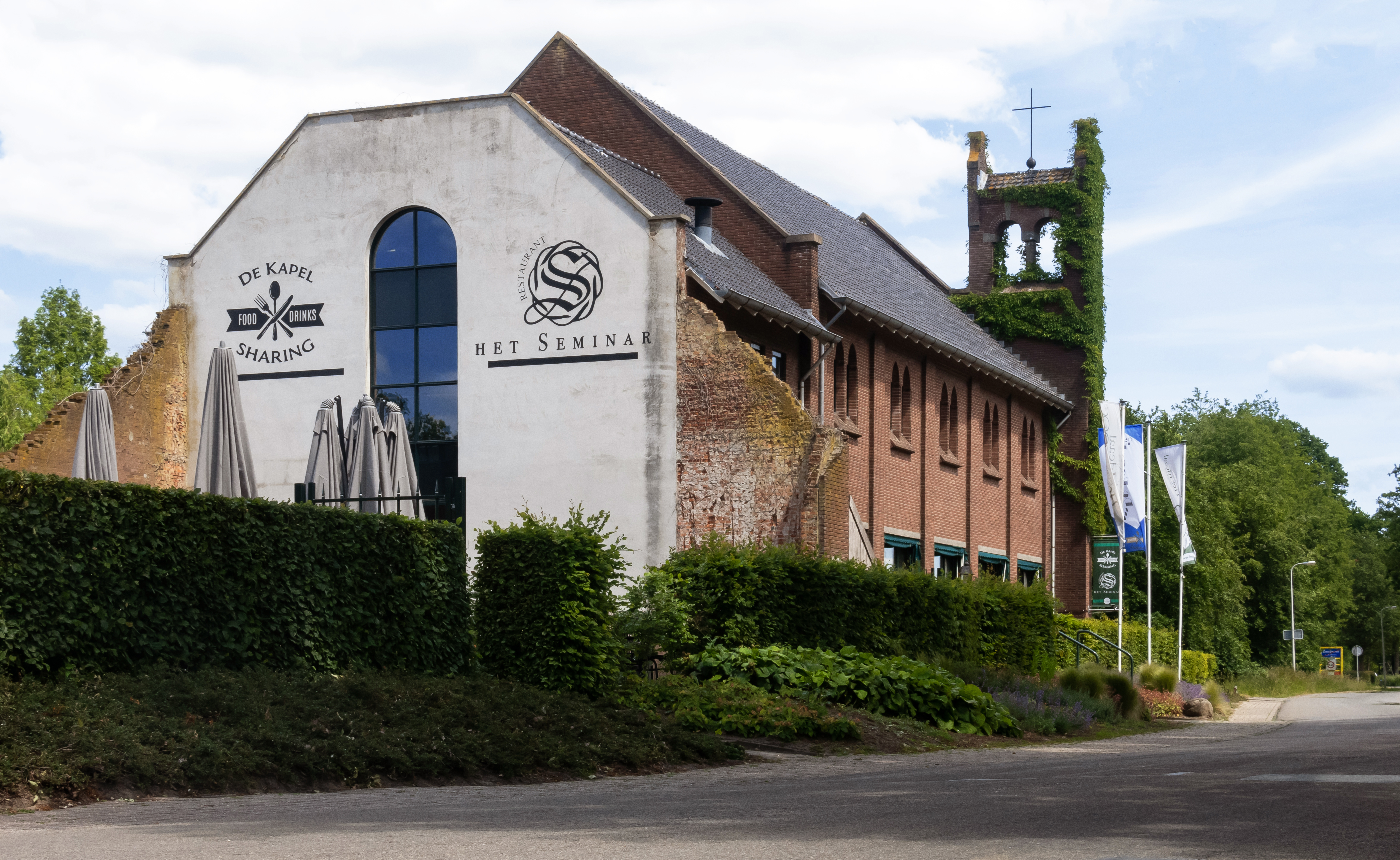
Restaurant dans l'ancienne chapelle.
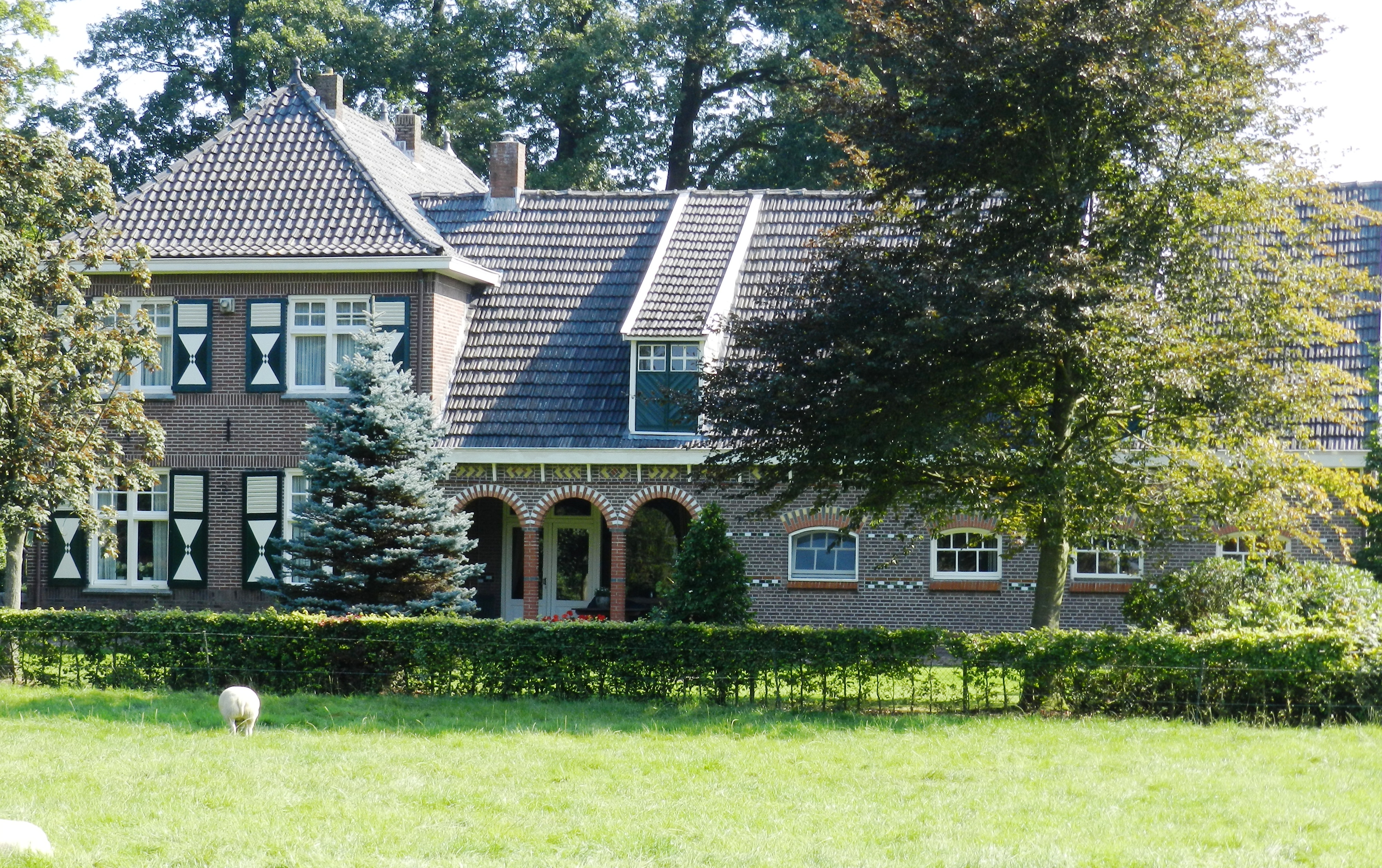
Ferme classée au titre des monuments nationaux.